# 17. østlige længdekreds
Den 17. østlige længdekreds (eller 17 grader østlig længde) er en længdekreds, der ligger 17 grader øst for nulmeridianen. Den løber gennem Ishavet, Atlanterhavet, Europa, Afrika, det Sydlige Ishav og Antarktis.